# Iván Franco
Iván René Franco Díaz (Ybycuí, Paraguarí, Paraguay; 16 de abril de 2000) es un futbolista paraguayo. Juega de centrocampista y su equipo actual es el Club Libertad, de la Primera División de Paraguay.

## Trayectoria
Debutó el 2 de febrero de 2018, en el partido que su equipo Libertad empató 2 a 2 ante el Sportivo Luqueño por la primera fecha del Torneo Apertura 2018.
El 7 de enero de 2023, Franco fue cedido al Houston Dynamo de la Major League Soccer estadounidense.

## Estadísticas

### Clubes
Actualizado de acuerdo al último partido jugado el 4 de agosto de 2025.
| Club                                | Div.          | Temporada     | Liga  | Liga  | Liga   | Copas nacionales | Copas nacionales | Copas nacionales | Torneos internacionales | Torneos internacionales | Torneos internacionales | Total | Total | Total  |
| Club                                | Div.          | Temporada     | Part. | Goles | Asist. | Part.            | Goles            | Asist.           | Part.                   | Goles                   | Asist.                  | Part. | Goles | Asist. |
| ----------------------------------- | ------------- | ------------- | ----- | ----- | ------ | ---------------- | ---------------- | ---------------- | ----------------------- | ----------------------- | ----------------------- | ----- | ----- | ------ |
| Club Libertad Paraguay              | 1.ª           | 2018          | 34    | 7     | 4      | 1                | 0                | 0                | 5                       | 0                       | 0                       | 40    | 7     | 4      |
| Club Libertad Paraguay              | 1.ª           | 2019          | 37    | 11    | 6      | 4                | 3                | 1                | 3                       | 0                       | 0                       | 44    | 14    | 7      |
| Club Libertad Paraguay              | 1.ª           | 2020          | 22    | 1     | 1      | —                | —                | —                | 3                       | 1                       | 0                       | 25    | 2     | 1      |
| Club Libertad Paraguay              | 1.ª           | 2021          | 19    | 1     | 1      | 3                | 2                | 0                | 13                      | 0                       | 3                       | 35    | 3     | 4      |
| Club Libertad Paraguay              | 1.ª           | 2022          | 22    | 0     | 4      | 2                | 0                | 0                | 4                       | 0                       | 1                       | 28    | 0     | 5      |
| Houston Dynamo F. C. Estados Unidos | 1.ª           | 2023          | 26    | 3     | 1      | 3                | 0                | 0                | 4                       | 0                       | 0                       | 33    | 3     | 1      |
| Houston Dynamo F. C. Estados Unidos | Total club    | Total club    | 26    | 3     | 1      | 3                | 0                | 0                | 4                       | 0                       | 0                       | 33    | 3     | 1      |
| Club Libertad Paraguay              | 1.ª           | 2024          | 27    | 4     | 4      | 5                | 1                | 2                | 7                       | 0                       | 1                       | 39    | 5     | 7      |
| Club Libertad Paraguay              | 1.ª           | 2025          | 23    | 5     | 1      | —                | —                | —                | 3                       | 1                       | 0                       | 26    | 6     | 1      |
| Club Libertad Paraguay              | Total club    | Total club    | 184   | 29    | 21     | 15               | 6                | 3                | 38                      | 2                       | 5                       | 237   | 37    | 29     |
| Total carrera                       | Total carrera | Total carrera | 210   | 32    | 22     | 18               | 6                | 3                | 42                      | 2                       | 5                       | 270   | 40    | 30     |
| 1. 2. 3.                            |               |               |       |       |        |                  |                  |                  |                         |                         |                         |       |       |        |

## Palmarés

### Campeonatos nacionales
| Título             | Club                 | País           | Año    |
| ------------------ | -------------------- | -------------- | ------ |
| Copa Paraguay      | Club Libertad        | Paraguay       | 2019   |
| Primera División   | Club Libertad        | Paraguay       | A-2021 |
| Primera División   | Club Libertad        | Paraguay       | A-2022 |
| U.S. Open Cup      | Houston Dynamo F. C. | Estados Unidos | 2023   |
| Primera División   | Club Libertad        | Paraguay       | A-2024 |
| Copa Paraguay      | Club Libertad        | Paraguay       | 2024   |
| Supercopa Paraguay | Club Libertad        | Paraguay       | 2024   |